# Synkorrigering
Synkorrigering, det vill säga korrigering av synfel, kan göras med hjälp av glasögon, kontaktlinser eller refraktiv kirurgi. 
Glasögon är den äldsta formen av synkorrigering. En och samma person kan använda samma par glasögon hela tiden eller behöva växla mellan olika glasögon som är anpassade efter olika situationer och avstånd, som terminalglasögon för arbete vid en datorskärm eller läsglasögon. Olika styrkor kan också användas på olika delar av glaset med gradvis övergång, så kallade progressiva glas, så att de passar i fler situationer. Olika styrkor på höger och vänster öga är vanligt eftersom man kan ha olika synfel på de olika ögonen. Jämfört med andra korrigeringar kan blänk och repor vara ett problem med glasögon.
Kontaktlinser sitter direkt på ögat och till skillnad från med glasögon slipper bäraren reflexer. Att ha linser direkt på ögat ökar däremot risken för komplikationer och optiker rekommenderar regelbundna kontroller. Nu för tiden finns linser i olika material och för många typer av synfel.
Valet mellan glasögon och kontaktlinser är oftast en fråga om tycke och smak, men vid kraftiga synfel kan kontaktlinser vara det enda alternativet.
Operation är en möjlig behandling av brytningsfel, som görs av ögonläkare och bekostas av patienten. Laserbehandling är vanligast men operationen kan också gå ut på att operera in en extra lins eller byta ut ögats lins. Ungefär tio procent av de som opererar synen med laser behöver en till operation efter den första, och en till två procent av de som laseropererats får bestående problem som dåligt kontrastseende eller bländning.
Synträning kan hjälpa vid problem med ögats muskler, men optiska synfel går inte att bli av med genom träning.